# Španělská peseta
Španělská peseta (₧) byla oficiální měnou Španělska od roku 1869 do 1. ledna 2002. Spolu s francouzským frankem obíhala v Andoře, která neměla jako zákonné platidlo vlastní národní měnu.
Jméno pochází ze slova pesseta, což je zdrobnělina slova peça, které v katalánštině znamená část, kousek, díl. První ještě neoficiální mince opatřené slovem peseta byly vyrobeny v roce 1808 v Barceloně.

## Osobnosti na bankovkách
Finální sada bankovek, která platila až do přijetí eura, byla nasazena v letech 1982 až 1987, s tím, že v roce 1992 byla doplněna novými bankovkami. Osobnostmi vyobrazenými na této poslední sadě byli:
| Nominální hodnota | Osobnost 1982-1992         | Osobnost 1992-1999                       |
| ----------------- | -------------------------- | ---------------------------------------- |
| 200               | Leopoldo Alas              | Leopoldo Alas                            |
| 500               | Rosalía de Castro          | Rosalía de Castro                        |
| 1000              | Benito Pérez Galdós        | Hernán Cortés a Francisco Pizarro        |
| 2000              | Juan Ramón Jiménez         | José Mutis                               |
| 5000              | Juan Carlos I.             | Kryštof Kolumbus                         |
| 10 000            | Juan Carlos I. a Filip VI. | Juan Carlos I. a Jorge Juan y Santacilia |

## Přijetí eura
V roce 1999 euro (€) nahradilo pesetu v bezhotovostním styku. Euromince a eurobankovky byly zavedeny v lednu 2002 a 1. března 2002 peseta přestala být zákonným platidlem ve Španělsku i v Andoře. Směnný kurz byl stanoven 1 euro = 166.386 ESP.